# Station Uzumasa
Station Uzumasa  (太秦駅,  Uzumasa-eki) is een spoorwegstation in de wijk Ukyō-ku in de Japanse stad  Kyoto. Het wordt aangedaan door de Sagano-lijn. Het station heeft twee sporen, gelegen aan een enkel eilandperron.

## Treindienst

### JR West
| 1 | ■ Sagano-lijn | richting Nijō, Kioto       |
| 2 | ■ Sagano-lijn | richting Kameoka en Sonobe |

## Geschiedenis
Het station werd in 1989 geopend.

## Overig openbaar vervoer
Halte Katabira-no-Tsuji aan de Keifuku-tramlijn.

## Stationsomgeving
- Kōryū-tempel
- Kawabata-ziekenhuis
- Toei Uzumasa Filmland (pretpark)
- FamilyMart

Kioto · Tambaguchi · Nijō · Emmachi · Hanazono · Uzumasa · Saga-Arashiyama · Hozukyō · Umahori · Kameoka · Namikawa · Chiyokawa · Yagi · Yoshitomi · Sonobe (>>San'in-lijn)